# Половецьке (Бердичівський район)
Полове́цьке — село в Україні, у Бердичівському районі Житомирської області. Населення становить 680 осіб на 2024 рік.

## Географія
Селом протікає річка Половецьк, ліва притока Жабокрика.

## Етимологія
- На думку історика Омеляна Пріцака назва походить від половців-куманів[2].

## Історія
Станом на 1885 рік у колишньому власницькому селі Солотвинської волості Житомирського повіту Волинської губернії мешкало 438 осіб, 64 дворових господарства, існували православна церква, школа, постоялий будинок, завод для виділення синьки.
За переписом 1897 року кількість мешканців зросла до 802 осіб (415 чоловічої статі та 387 — жіночої), з яких 710 — православної віри.

## Відомі особи
У селі Половецьке народився (1953 рік, 4 квітня) відомий український поет, голова Житомирської обласної організації Національної спілки письменників України, Почесний громадянин Бердичівського району, "честь і слава Житомирщини", заслужений діяч мистецтв України Михайло Пасічник. 
Уродженцем села є вчений-хімік Аахенського технологічного університету Віктор Вітусевич.

## Населення
Згідно з переписом УРСР 1989 року чисельність наявного населення села становила 838 осіб, з яких 357 чоловіків та 481 жінка.
За переписом населення України 2001 року в селі мешкали 802 особи.

### Мова
Розподіл населення за рідною мовою за даними перепису 2001 року:
| Мова       | Відсоток |
| ---------- | -------- |
| українська | 98,89 %  |
| російська  | 1,11 %   |